# Hugh Saxon
Hugh Saxon est un acteur américain né le 14 janvier 1869 à La Nouvelle-Orléans et mort le 14 mai 1945 à Los Angeles à l'âge de 76 ans.

## Filmographie
- 1914 : Le Roman comique de Charlot et Lolotte (Tillie's Punctured Romance) de Mack Sennett :
- 1919 : The Other Half de King Vidor
- 1920 : Body and Soul de Charles Swickard
- 1920 : Her Five-Foot Highness de Harry L. Franklin
- 1920 : Skyfire de Neal Hart
- 1921 : Sept Ans de malheur de Max Linder
- 1921 : Charlot et le Masque de fer de Charlie Chaplin
- 1922 : The Guttersnipe de Dallas M. Fitzgerald
- 1922 : Watch Him Step de Jack Nelson
- 1924 : Cytherea de George Fitzmaurice
- 1925 : Border Vengeance (en) de Harry S. Webb
- 1926 : The Fighting Boob de Jack Nelson
- 1927 : Is Your Daughter Safe? de Louis King et Leon Lee
- 1927 : King of the Herd de Frank S. Mattison
- 1928 : Le Cirque de Charlie Chaplin
- 1929 : One Splendid Hour de Cliff Wheeler
- 1930 : Hello, Television de Leslie Pearce
- 1931 : The Dog Doctor de Phil Whitman
- 1931 : The Cowcatcher's Daughter de Babe Stafford
- 1932 : The Giddy Age de Babe Stafford
- 1932 : Doubling in the Quickies de Babe Stafford
- 1933 : A Wrestler's Bride de Babe Stafford
- 1933 : The Plumber and the Lady de Babe Stafford
- 1934 : When Do We Eat? d'Alfred J. Goulding
- 1936 : The White Angel de William Dieterle